# Контракт із фіксованою ціною
Контракт із фіксованою ціною (англ. fixed-price contract) — тип контракту та модель ціноутворення, де сума платежу не залежить від використаних ресурсів або часу, витраченого підрядником. Це протиставляється контракту «витрати плюс», який призначений для покриття витрат, понесених підрядником, плюс додаткова сума для отримання прибутку. Така схема часто використовується військовими та урядом, де підрядники повинні вимагати від постачальників брати на себе ризик перевищення витрат і контролювати витрати. Однак історично, коли такі контракти використовуються для нових інноваційних проєктів із неперевіреними або нерозвиненими технологіями (такими як нові військові транспортні засоби чи літаки-штурмовики), це часто призводить до невдачі, якщо витрати значно перевищують здатність підрядника погасити несподіване перевищення витрат.